# Lilium brownii
Lilium brownii là một loài thực vật có hoa trong họ Liliaceae. Loài này được F.E.Br. ex Miellez miêu tả khoa học đầu tiên năm 1841.